# 宮崎港
宮崎港（みやざきこう）は、宮崎県中央部、宮崎市高洲町・吉村町一帯にある港湾。県庁所在地の宮崎市の東岸にあり日向灘に流れる大淀川河口の左岸（北側）、一ツ葉入江に位置する河口港。1969年（昭和44年）に開港。港湾管理者は宮崎県。1973年（昭和48年）4月16日、県内では細島港・油津港についで3番目に重要港湾の指定をうける。また、宮崎県によって輸送拠点（防災拠点港）に指定されている。

## 沿革
当港の周辺にはかつて赤江港があり日向沿岸の要港であった。文明年間は大陸交易路に日向沿岸経由の南海路が採用されはじめると、赤江港は寄港地となったとされ、江戸時代伊東氏飫肥藩政期の文化年間頃から、上方交易が活発となる。当時の赤江港は大淀川河口の右岸部（南側）に位置し、伊東氏飫肥藩領内の北東部に立地していた。明治期は大淀川水運によって内陸部（国富町本庄、宮崎市高岡町など）と結ばれていたので、宮崎県最大の河口港として繁栄した。
しかし、1923年（大正12年）国鉄日豊本線開通による輸送体系の変化、河口港の宿命である漂砂堆積に直面し、急激に衰退する。1937年（昭和12年）、赤江港から宮崎港に改称する。太平洋戦争後、後背圏の成長に経済成長が伴い、宮崎港の再浮上が求められ、1958年（昭和33年）から改修工事に着手。1969年（昭和44年）に一ツ葉入江に宮崎港が移転する。

## 主な出来事
- 2016年（平成28年）10月24日 - 津波避難施設（避難高台）が完成[2]。
- 2024年（令和6年）8月8日 - 日向灘地震 (2024年)が発生し、当日中に50cmの津波が観測された[3]。

## 主な施設

### フェリーターミナル
- 宮崎カーフェリー

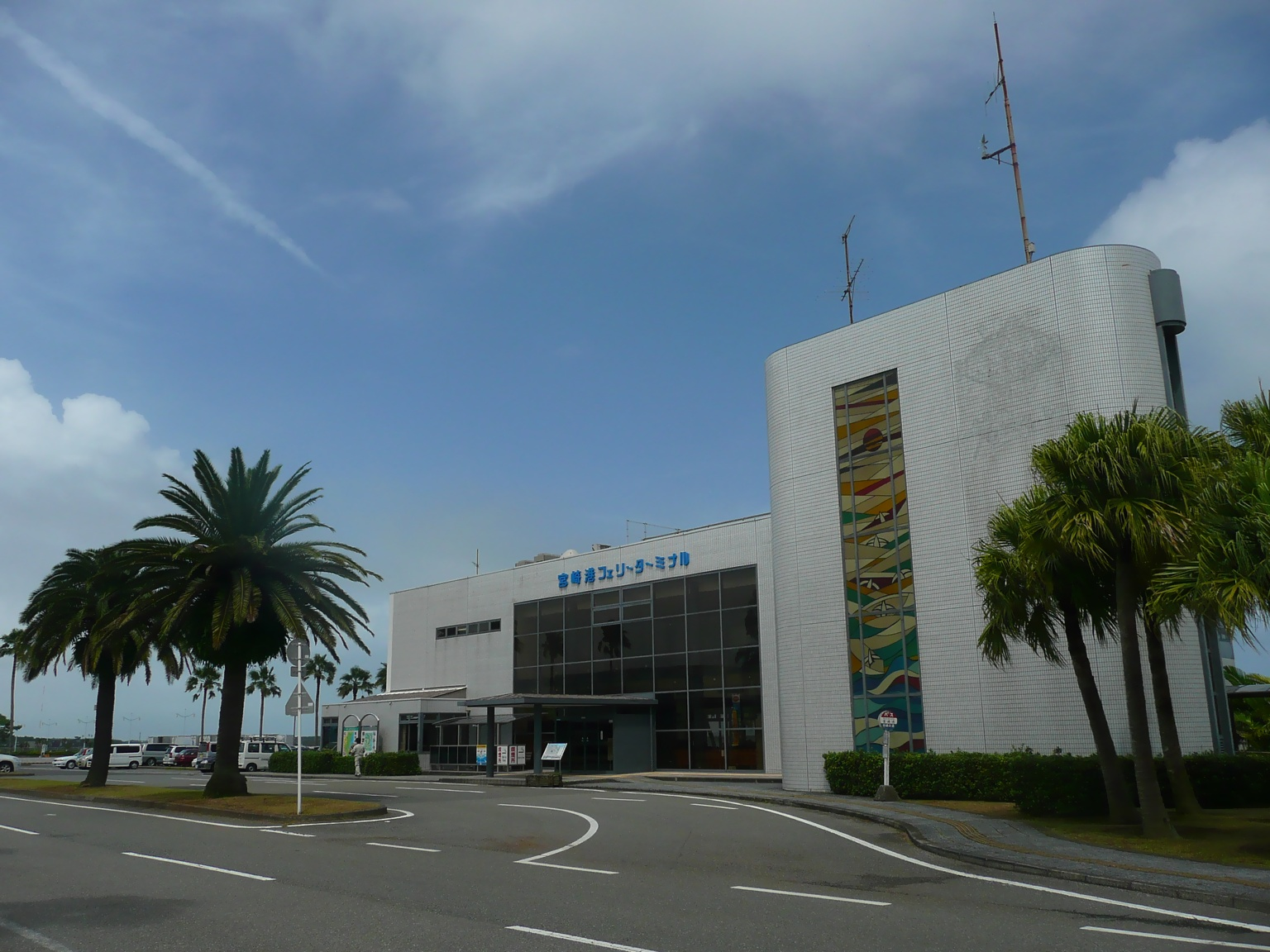
宮崎港フェリーターミナル

  - 宮崎港 - 神戸港・新港フェリーターミナル（2014年10月-）
    - フェリーたかちほ(14,200トン)フェリーろっこう(14,200トン)

過去の航路
- マリンエキスプレス/宮崎カーフェリー
  - 宮崎港 - 日向細島港 - 貝塚港（2004年3月-10月）
  - 宮崎港 - 貝塚港（2005年6月-2006年4月）
  - 宮崎港 - 大阪港（1990年-2014年9月）
- 大島運輸
  - 神戸港　- 大阪港 - 宮崎港 - 奄美大島・名瀬港 - 徳之島・亀徳港 - 沖永良部島・和泊港 - 与論島・与論港 - 那覇港（1992年-2006年）

## アクセス
宮崎交通による宮崎カーフェリーの発着時間に合わせた連絡バスあり。宮交シティ始発宮崎駅西口経由（以降のバス停はノンストップ）また、朝一便のみ同様のルートで宮交シティ行きが運行中。
2022年の4月16日(土)より、宮崎港を経由するルートでシーガイアと宮崎交通を結ぶ路線が再開した。この便は土日は往復一便のみ。